# Auchy-lès-Hesdin
Auchy-lès-Hesdin is een gemeente in het Franse departement Pas-de-Calais (regio Hauts-de-France). De plaats maakt deel uit van het arrondissement Montreuil. In de gemeente ligt spoorwegstation Auchy-lès-Hesdin. Auchy-lès-Hesdin telde op 1 januari 2022 1.517 inwoners.

## Geografie
De oppervlakte van Auchy-lès-Hesdin bedroeg op 1 januari 2022 9,61 vierkante kilometer; de bevolkingsdichtheid was toen 157,9 inwoners per km².

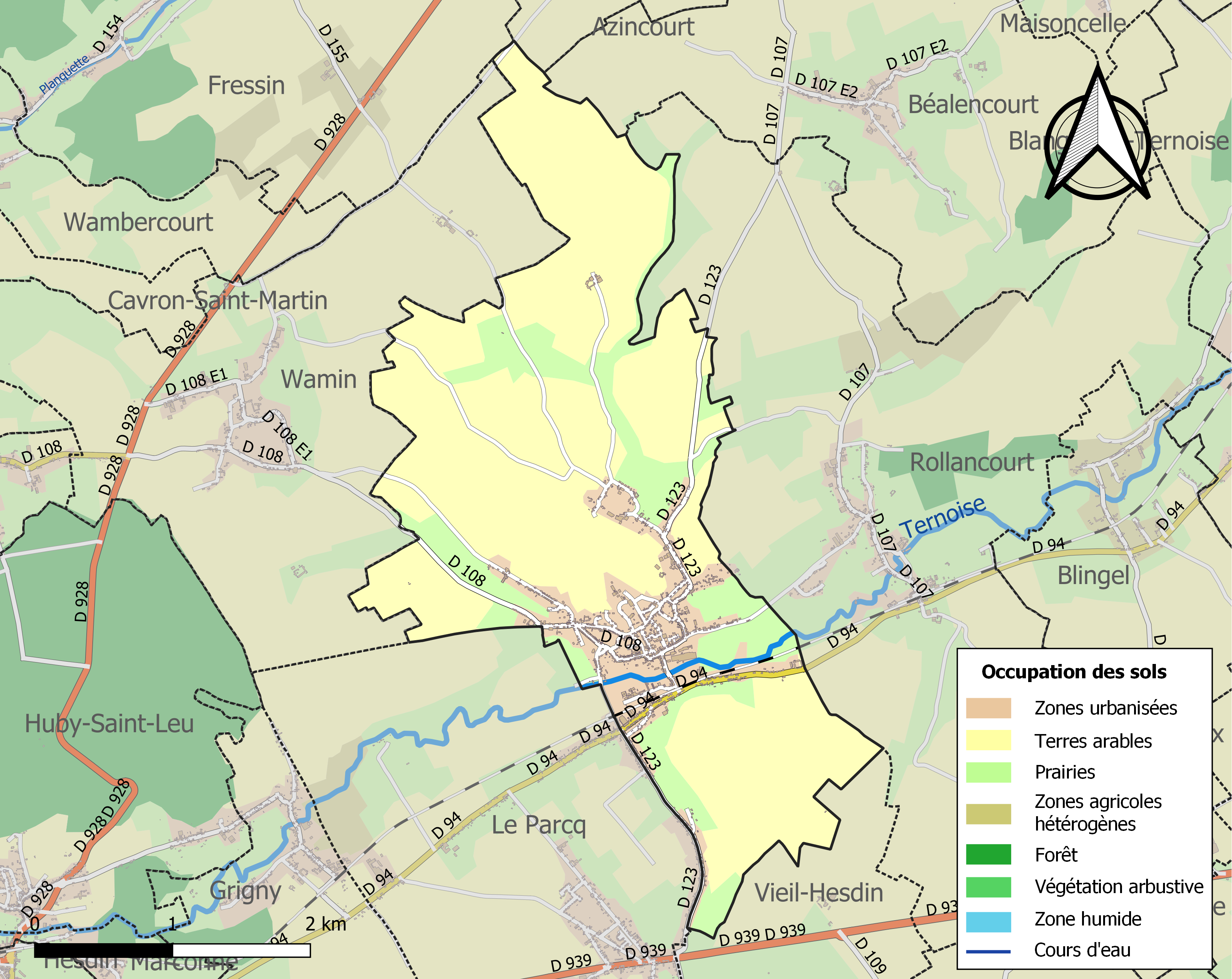
Kaart van de gemeente met belangrijkste infrastructuur, bodemgebruik en omliggende gemeenten

## Demografie
Onderstaande figuur toont het verloop van het inwonertal (bron: INSEE-tellingen).